# Johann Benedikt Hoffmann der Jüngere
Johann Benedikt Hoffmann der Jüngere (* um 1700 in Danzig; † vor 1777) war ein deutscher Maler des Spätbarocks und Rokoko.

## Leben und Werk
Er war Sohn und Schüler von Johann Benedikt Hoffmann dem Älteren und wirkte zunächst in Danzig. Später wurde er in Warschau Schüler von Johann Samuel Mock und Adám Mányoki. 1745 wirkte er am Biała Podlaska der Radziwiłł. Möglicherweise wirkte er an den Portraits von Jacob Wessel mit, die Hieronim Florian Radziwiłł und seiner Ehefrau mit. Er arbeitete zusammen mit Johann Philipp Breyne und Jacob Theodor Klein bei seinen Pflanzenstudien. Ab 1747 war er Meister in der Danziger Malergilde. Er erwarb das Bürgerrecht der Stadt jedoch erst 1748. Er malte zudem Portraits von Danziger Persönlichkeiten.